# Символистская драма
Символистская драма — драма, в основе которой лежат философские учения немецких романтиков-идеалистов (неоромантизм), влечение к мистицизму, к индивидуалистическому самоуглублению, переход в область иллюзорных отвлечений.
Отход драматургов от натурализма и импрессионизма к символизму в конце XIX века, начале XX века наблюдался у писателей, примыкавших в начале своей деятельности к натуралистической концепции драмы. Так Г. Гауптман покидает позиции социальной драмы первого периода своего творчества и, начиная с «Ганнеле» (1892), отступает в мир иллюзорных видений «Потонувшего колокола» (1896) и «Пиппа пляшет» (1906). Глубокая перемена намечается постепенно и в творчестве Г. Ибсена, переходящего в конце 1880-х и в начале 1890-х гг. от критического анализа общества к созданию символических образов последнего периода творчества («Дикая утка», 1884; «Строитель Сольнес», 1892; «Когда мы, мертвые, воскреснем», 1899) и тем самым пролагающего пути драматургам-символистам в Германии.
Уход от действительности, самоуглубление и тяга к мистике порождают распадение драмы на ряд лирически насыщенных картин; предпочтение отдается одноактной пьесе, краткой, музыкально-лирической сцене, освобождающейся от обрисовки внешних событий и погружающейся в «свободную от конфликтов человеческую совесть» (Метерлинк).
Действие замирает и распыляется, волевое начало выключается. Лозунг Верлена — «музыки прежде всего» — находит своё широкое применение в драме, переходящей в драматизованную лирику (например, лирические драмы Г. фон Гофмансталя). Образы становятся туманными, действующие лица имматериализуются, за реальными обозначениями и поступками предлагается угадывать иной, мистической смысл, для вскрытия которого и предназначается техника символистской драмы с её длительными паузами, музыкальными отзвуками, затушеванными звучаниями повторяющихся реплик и ритмическими особенностями звучащей речи, помогающими улавливать интимный лиризм чувства.
Техника символистской драмы отчетливее всего разработана в пьесах Метерлинка, например — «Слепые» (1890), «Там внутри» (1894), «Сестра Беатриса» (1900) др., где вслушивание в «тишину», в «музыку души» и «бессознательного» оформлено в стройной системе. Метерлинк явился и главным теоретиком символистской драмы, метко охарактеризовавшим такие её особенности, как «прогрессивный паралич внешнего действия», «второстепенный диалог», вскрывающий скрытый за произносимыми словами мистический смысл, и ирреальность образов, сближающих символистскую драму с театром марионеток (смотрите сочинения Метерлинка, Погребенный храм, 1902, Сокровище смиренных, 1897, Двойной сад, 1904и др.).
Типична для символистской драмы и ретроспективность в использовании сюжетов, которые охотно заимствуются из отдаленных, эстетически воспринимаемых эпох (например, Возрождение и Венеция XVIII века у Гофмансталя) или же черпаются в феодальном средневековье (у Метерлинка) из мистических легенд и сказаний и оформляются в виде сказки-феерии («Потонувший колокол» Г. Гауптмана).
Темы и образы увядания, отмирания, сна и смерти, излюбленные в символистских драме, вскрывают пессимизм, присущий общественной группе, потерявшей веру в прочность бытия и обреченной на бездействие. 